# Madura
Madura je hustě zalidněný ostrov ležící severovýchodně od Jávy. Je součástí indonéské provincie Východní Jáva. S Jávou ji přes úzký Madurský průliv od roku 2009 spojuje most Suramadu, který je s délkou 5,4 km nejdelším mostem Indonésie. Jde o vůbec první most spojující 2 indonéské ostrovy.

## Obyvatelstvo
Většinu obyvatel tvoří Madurci, kteří jsou třetím nejpočetnějším etnikem Indonésie. Větší část Madurců ovšem žije mimo ostrov, migrace probíhala po několik posledních staletí včetně dnešní doby, obvyklým důvodem odchodu jsou špatné podmínky pro zemědělství. Nejrozšířenějším náboženstvím je islám.

## Hospodářství

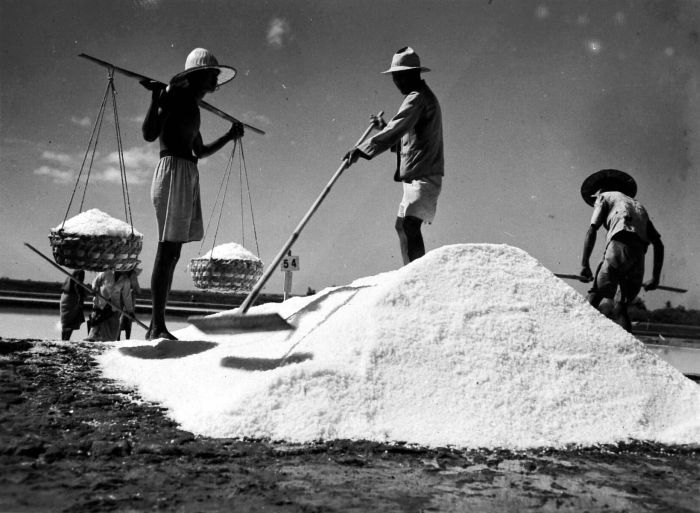
Produkce soli, fotografie z roku 1948

Madura patří v rámci Východní Jávy mezi chudé oblasti. Nejdůležitějším odvětvím madurské ekonomiky je zemědělství. Místní půda není příliš úrodná, pěstuje se především kukuřice a tabák. Rozšířen je také chov skotu, tradicí jsou býčí závody pořádané na různých místech ostrova. Nezanedbatelný význam má také rybolov.
Madura je také významným producentem soli.